# The Affectionate Punch
The Affectionate Punch es el álbum debut por la banda escocesa de post-punk The Associates. Fue publicado el 1 de agosto de 1980 a través de Fiction Records.
El título de la canción «Even Dogs in the Wild» se convirtió en el título de la novela del escritor de misterio escocés Ian Rankin.

## Diseño de portada
La portada del álbum presenta a Alan Rankine (en la posición de partida) y Billy Mackenzie (de pie) en la pista de carreras de la Prisión de Wormwood Scrubs en el distrito White City en el oeste de Londres.

## Lista de canciones
Todas las canciones escritas y compuestas por Alan Rankine y Billy Mackenzie. 
| Lado uno |                          |          |  |
| N.º      | Título                   | Duración |  |
| 1.       | «The Affectionate Punch» | 3:32     |  |
| 2.       | «Amused as Always»       | 4:21     |  |
| 3.       | «Logan Time»             | 4:11     |  |
| 4.       | «Paper House»            | 4:56     |  |
| 5.       | «Transport to Central»   | 5:09     |  |

| Lado dos |                          |          |  |
| N.º      | Título                   | Duración |  |
| 1.       | «A Matter of Gender»     | 4:34     |  |
| 2.       | «Even Dogs in the Wild»  | 3:26     |  |
| 3.       | «Would I... Bounce Back» | 4:02     |  |
| 4.       | «Deeply Concerned»       | 3:45     |  |
| 5.       | «A»                      | 3:55     |  |

- Los lados uno y dos fueron combinados como pista 1–10 en la reedición de CD.

| Bonus tracks (2013 Universal Music reissue) |                      |          |  |
| N.º                                         | Título               | Duración |  |
| 11.                                         | «You Were Young»     | 4:08     |  |
| 12.                                         | «Janice»             | 2:34     |  |
| 13.                                         | «Boys Keep Swinging» | 3:43     |  |
| 14.                                         | «Mona Property Girl» | 3:26     |  |

## Créditos
Créditos adaptados desde las notas del álbum.
The Associates
- Billy Mackenzie – voz principal
- Alan Rankine – guitarra, bajo eléctrico, teclado, otros instrumentos

Músicos adicionales
- Robert Smith – coros (1, 7)
- Nigel Glockler – batería

Personal técnico
- Chris Parry – productor
- Mike Hedges – productor, ingeniero de audio
- Mike J. Dutton – asistencia de ingeniería

Diseño
- Bill Smith – diseño de portada